# Дядюк, Юрий Степанович
Ю́рий Степа́нович Дядю́к (13 марта 1970, Таганрог, Ростовская область, СССР) — советский и российский футболист, защитник, полузащитник; тренер.

## Карьера
Воспитанник ДЮСШ «Торпедо» Таганрог. В первенстве СССР дебютировал в составе «Торпедо» в 1987 году. В 1990—1991 выступал за ростовский СКА. В 1992 году перешёл в «Ростсельмаш», за который играл до 2000 года, в высшем дивизионе за 7 сезонов провёл 166 игр, забил 4 мяча. В июле 2001 года сообщалось о переходе Дядюка в «Содовик» Стерлитамак, но в итоге он был отдан в аренду в нижегородский «Локомотив». В середине сентября покинул клуб из-за задолженности по зарплате. Закончил сезон в любительском «Батайске».
Позже играл в клубах второго дивизиона «Иртыш» Омск (2002) и «Машук-КМВ» (2003). Карьеру закончил в любительских клубах Ростова «Алан» (2004) и «Альтернатива» (2005).
Работал тренером в молодёжном составе «Ростова» (с 2006), ФШМ «Ростов» (с 2009), «Ростов-М2» (2012).